# КасаПаунд
КасаПаунд Италија (ital. CasaPound Italia; скраћено КПИ, кућа Езре Паунда) јесте неофашистичка организација основана 2003. године. Своју идеологију темељи на традији италијанског национализма, суверенизма, фашизма и анти-капитализма.